# Therez Almerfors
Therez Marie Almerfors, född Olsson  21 april 1983 i Enskede, Stockholms län, är en svensk politiker tillhörande Moderata samlingspartiet. 
Hon är kommunalråd i Uppsala kommun sedan 2015, samt ledamot i kommunstyrelsen i samma stad sedan 2015.  
Tidigare var Almefors (då Olsson) 2009 Curator curatorum på Kuratorskonventet i Uppsala, och året innan Andre kurator för Norrlands nation vid Uppsala universitet. Våren 2009 tog hon initiativ till kampanjen Varannan vatten i Uppsala.